# Paranelaphinis signata
Paranelaphinis signata är en skalbaggsart som beskrevs av Franz Antoine 1988. Paranelaphinis signata ingår i släktet Paranelaphinis och familjen Cetoniidae. Inga underarter finns listade i Catalogue of Life.